# 米爾瓦加加山
9°51′12″S 76°58′55″W / 9.85333°S 76.98194°W
米爾瓦加加山（Millwa Qaqa），是秘魯的山峰，位於該國北部安卡什大區，由博洛涅西省的瓦良卡區負責管轄，屬於安地斯山脈的一部分，海拔高度4,600米。